# Lev Mei
Lev Aleksándrovich Mei (Moscú, 1 de febrerojul./ 13 de febrero de 1822greg. - San Petersburgo, 4 de mayojul./ 16 de mayo de 1862greg.) fue un poeta y dramaturgo ruso. Se casó en 1852 con Sofia Mei; los ingresos de Lev mantuvieron al matrimonio y su mujer pudo dedicarse al negocio editorial, fundando Módnyi magazín. En sus poemas cultivó una temática histórica, así como recogiendo el folclore de Rusia, algunos de ellos fueron publicados en la revista Vremia. Entre sus obras dramáticas destacaron La novia del zar (Tsárskaia nevesta, 1949) y La dama de Pskov (Pskovityanka, 1959), adaptadas por Rimski-Kórsakov en sendas óperas.